# Roger Cousinet
Roger Cousinet (Arcueil, 30 novembre 1881 – Parigi, 5 aprile 1973) è stato un pedagogista francese.

## Biografia
Roger Cousinet nacque il 30 novembre 1881 ad Arcueil. Compì i suoi primi studi a Parigi e fu allievo di Ribot, Binet e Durkheim.
Nel 1903 assunse il servizio come maestro elementare e nel 1907 pubblicò il suo primo studio di psicologia infantile. Nel 1909 divenne ispettore scolastico.
Successivamente, partecipò alla Prima Guerra Mondiale (1914-1918) e una volta ferito, si dedicò alla propria attività della fondazione del movimento "La Nuova Educazione".
Morì il 5 aprile 1973 a Parigi.

## Opere
- Un metodo di lavoro libero per gruppi, Firenze, La Nuova Scuola, 1952